# Hohenschramberg
Hohenschramberg, auch Nippenburg genannt, ist die Ruine einer Spornburg auf dem Schlossberg in Schramberg im baden-württembergischen Landkreis Rottweil.

## Geographische Lage
Die Burgruine Hohenschramberg befindet sich auf dem 636,2 m ü. NHN hohen Südostsporn des Schlossberges (683,1 m), der sich im Schwarzwald steil ansteigend und nordwestlich oberhalb der in Schramberg gelegenen Einmündung des Lauterbachs in die Schiltach erhebt. Die Burgruine bietet einen guten Ausblick auf die „Fünftälerstadt“ Schramberg.

## Geschichte
Hans von Rechberg, der die Burgen Falkenstein, Schilteck und Ramstein erworben hatte und damit die Herrschaft Schramberg begründete, erwarb 1455 den mittelalterliche Burgstall und baute ihn ab 1457 zur stark befestigten Burg Hohenschramberg aus. Hohenschramberg gehört damit zu den Burgen, die als letztes in Deutschland noch gebaut wurden. 
1464 belagerte Graf Eberhard im Bart vergeblich die Burg. Im Jahr 1526 ging die Herrschaft und somit die Burg an die Herren von Landenberg aus dem Thurgau in der Schweiz über. 1547 kommt die Herrschaft samt Burg an den vorderösterreichischen Kanzler im Elsass, Rochus Merz von Staffelfelden. Rochus Merz baute die Burg weiter aus und erhielt 1547 von Kaiser Karl V. das Marktrecht.
Von 1583 bis 1805 verblieb in der Folge die Burg mitsamt der Herrschaft Schramberg bei Österreich (Vorderösterreich). 1633, im Dreißigjährigen Krieg, wird die Burg vom Herzog von Württemberg bzw. Konrad Widerholt belagert, welcher in der Folge die Burg auch einnimmt.
1648 wird die Burg und die Herrschaft an die Grafen von Bissingen und Nippenburg verpfändet. Sie wohnten zuerst auf der Burg Hohenschramberg und bauten sich 1772/73 ein erstes Schloss im Tal. Im Pfälzischen Erbfolgekrieg wird die Burg 1689 durch Truppen des Königs Ludwig XIV. von Frankreich in Brand gesetzt.

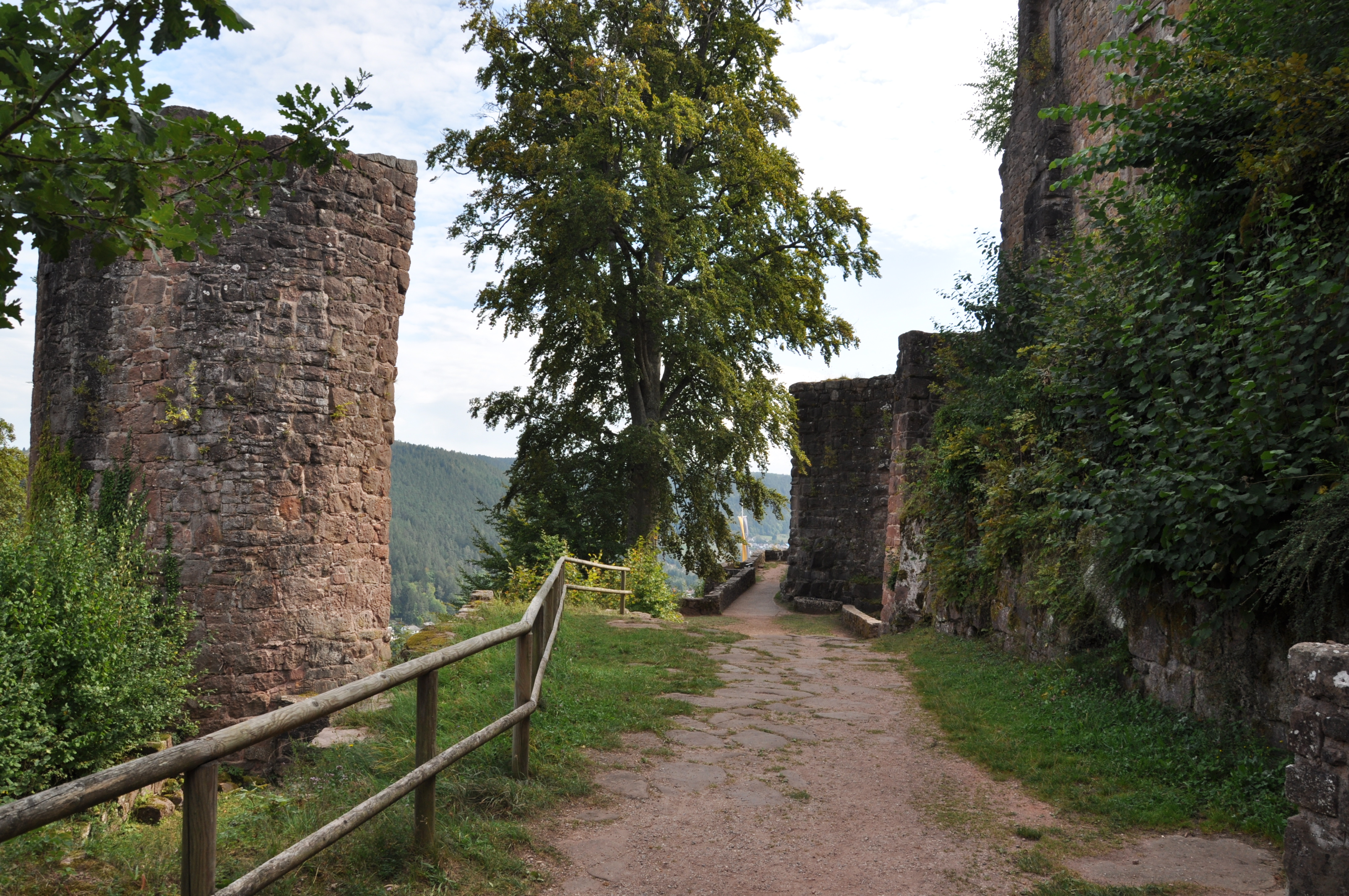
Blick zum Kapellenturm

In den Jahren 1957 bis 1983 fanden zahlreiche Ausgrabungsarbeiten und Erhaltungsmaßnahmen durch die „Burgpioniere“ statt, einer Gruppe von Bürgern, die sich um die Erhaltung der Burgruine verdient gemacht hat, gefördert von der Stadt Schramberg und dem Land Baden-Württemberg.

## Baubeschreibung
Die Ruine ist sehr sehenswert, da sie gut erhalten und sehr groß ist.
Erhalten sind Teile der westlichen vorgelagerten Bastion mit oberem Hof, dem Kapellenturm, das mittlere und das hintere Schloss, der Roßstall, sowie Grundmauern des Bad- und Backhauses und weiterer Gebäude an der Ost- und Nordseite.

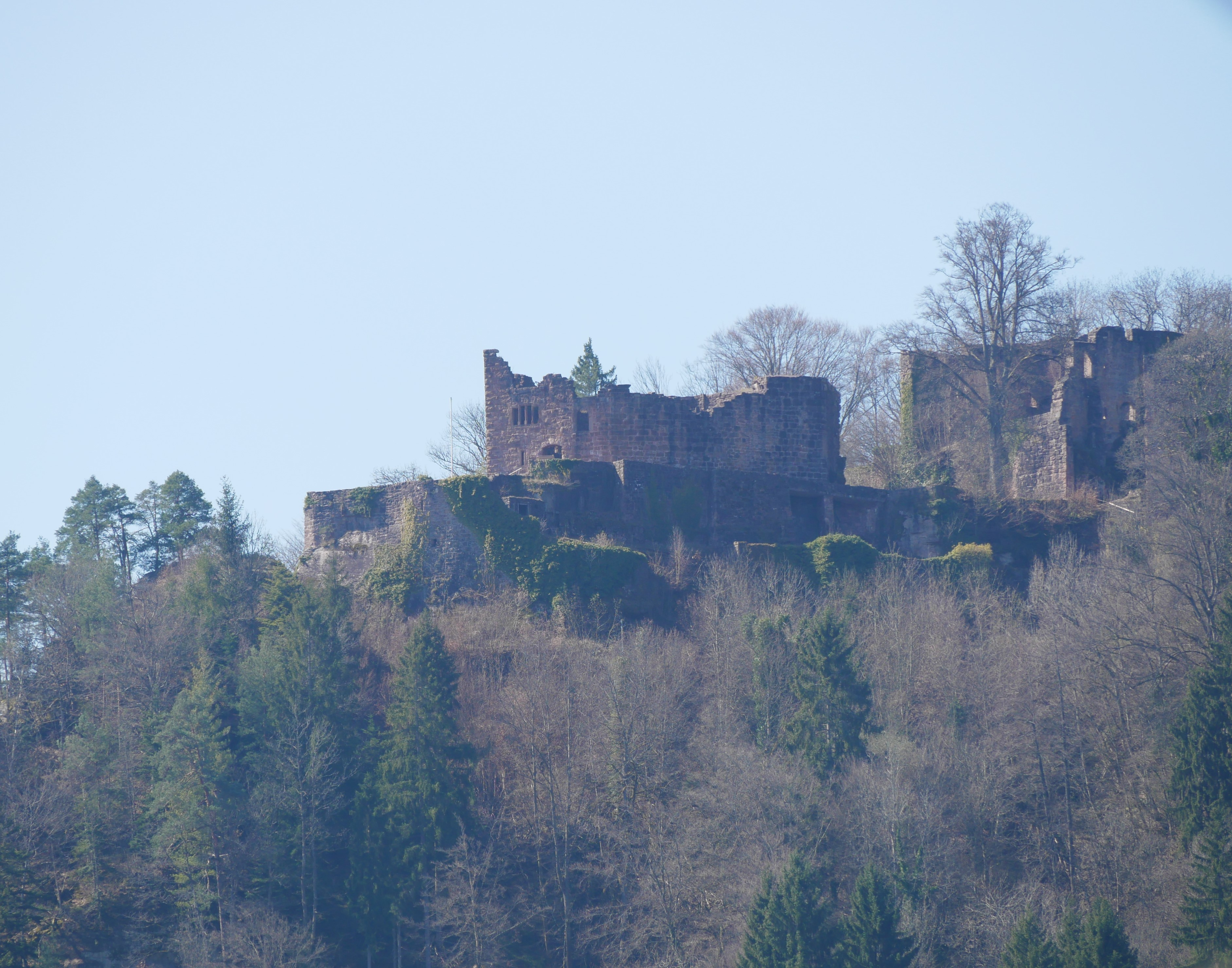
Hohenschramberg von der Talstadt aus gesehen